# نوازش کن و لوس شو
نوازش کن و لوس شو (به عربی: یا طبطب و دلع) آلبومی از هنرمند اهل لبنان نانسی عجرم است که در سال ۲۰۰۶ میلادی منتشر شد.